# Mabel's Strange Predicament
Mabel's Strange Predicament és una pel·lícula muda dirigida per Mabel Normand i protagonitzada per Charles Chaplin i Mabel Normand, entre d'altres. La pel·lícula es va filmar a partir del 6 de gener de 1914 i es va estrenar el 12 de gener. El guió de la pel·lícula és de Reed Heustis i la fotografia de H.F. Koenekamp. És considerada la pel·lícula en la que Chaplin va crear el personatge de Charlot i la primera amb que va coincidir amb Mabel.

## Argument
Chaplin està molt borratxo en el vestíbul de l'hotel intentant asseure’s en una cadira balancí i molestant sense voler diferents senyores. Entre els personatges molestats hi ha un matrimoni i Mabel que s'ha acomiadat del seu enamorat i entra amb el seu gos, al qual Chaplin vol capturar agafant-lo per la cua. Un cop a les seves habitacions, Mabel no deixa de jugar a la pilota amb el seu gos molestant al matrimoni, que està en l'habitació de davant, per lo que la dona decideix queixar-se al director.
Mentrestant Mabel obre la porta per espiar-la i oblida tancar-la per lo que la pilota acaba sortint al passadís. Mabel no sap que fer, ja que ja va en pijama però al final decideix aventurar-se a sortir, amb tanta mala sort que el gos li tanca la porta de la cambra. En aquell moment, Chaplin ha decidit seguir escales amunt una noia bonica i pel passadís es troba Mabel amb pijama i comença a anar-li al darrere. Mabel fuig pels passadissos i acaba refugiant-se a la cambra del matrimoni. En trobar-hi l'home al bany s'amaga sota el llit. Chaplin també hi entra però en veure-hi només l'home acaba marxant i torna al vestíbul.
Allà es troba amb l'enamorat de Mabel que ha arribat amb un pom de flors, que després de demanar on s'allotja ella puja a veure-la. En no trobar-la decideix visitar el matrimoni que són amics seus. Entra amb el gos el qual de seguida es posa sota el llit descobrint Mabel que queda en una situació molt compromesa. Es produeix una discussió fins que, en retornar la dona, el marit fa que Mabel s'amagui de nou i el seu enamorat marxi. No serveix de res, ja que la dona descobreix Mabel i es produeixen tot un seguit de baralles entre ells tres, l'enamorat i Chaplin. Al final però Mabel i el seu enamorat es reconcilien.

## Repartiment
- Charles Chaplin (Charlot)
- Mabel Normand (Mabel)
- Chester Conklin (el marit)
- Alice Davenport (la muller)
- Harry McCoy (el xicot de Mabel)
- Hank Mann (client de l'hotel)
- Al St. John (botones)
- Billy Gilbert (botones)
- Bill Hauver (client en pijama, client al vestíbul de l'hotel)
- Frank Cooley (director de l'hotel)[4]

## Creació de Charlot
Mabel's Strange Predicament és la primera pel·lícula en la que Chaplin utilitza la disfressa de Charlot si bé encara no interpreta un rodamón sinó un borratxo. En la seva autobiografia, Chaplin recordava com va crear la disfressa:
```
“No tenia ni idea de quina disfressa utilitzar. De totes maneres, un cop al vestuari vaig pensar de posar-me uns pantalons que m’anessin amples (que eren de 
Fatty Arbuckle
), unes sabates que m’anaven grans (préstec de 
Ford Sterling
), un bastó i un bombí (que eren del pare de 
Minta Durfee
). Volia que tot fos contradictori: els pantalons amples i la jaqueta estreta, el barret petit i les sabates grosses. No tenia clar si representar una persona gran o jove... vaig afegir un petit mostatxo (agafat a Mack Swain), el qual, pensava, em faria més gran sense amagar la meva expressió. No tenia ni idea del personatge però un cop vestit, les peces i el maquillatge em van fer sentir la persona que era, vaig començar a conèixer-lo i quan vaig arribar al plató ja l'havia creat totalment.”
[
5
]
```